# キャサリン・ハードウィック
キャサリン・ハードウィック（Catherine Hardwicke、1955年10月21日 - ）は、アメリカ合衆国の映画監督、脚本家、映画プロデューサー、プロダクションデザイナーである。『サーティーン あの頃欲しかった愛のこと』や『トワイライト〜初恋〜』を監督したことで知られている。

## 来歴
1955年10月21日、テキサス州キャメロンに生まれる。マッカレンで育った。テキサス大学オースティン校にて建築学を学んだ。同大学を卒業後、カリフォルニア大学ロサンゼルス校にて映画を学んだ。
リチャード・リンクレイターやデヴィッド・O・ラッセル、キャメロン・クロウらの監督作品でプロダクション・デザインを手がけた。2003年、『サーティーン あの頃欲しかった愛のこと』で映画監督デビュー。2008年の監督作品『トワイライト〜初恋〜』は約4億ドルの興行収入を記録した。
2015年、トニ・コレットとドリュー・バリモアを主演に迎えた監督作品『マイ・ベスト・フレンド』が公開された。

## フィルモグラフィー

### 映画
- テープヘッズ Tapeheads （1988年） - 美術
- 黒豹のバラード Posse （1993年） - 美術
- ミュータント・フリークス Freaked （1993年） - 美術
- タンク・ガール Tank Girl （1995年） - 美術
- トゥー・デイズ 2 Days in the Valley （1996年） - 美術
- マッド・シティ Mad City （1997年） - 美術
- ニュートン・ボーイズ The Newton Boys （1998年） - 美術
- スリー・キングス Three Kings （1999年） - 美術
- バニラ・スカイ Vanilla Sky （2001年） - 美術
- サーティーン あの頃欲しかった愛のこと Thirteen （2003年） - 監督・脚本
- ロード・オブ・ドッグタウン Lords of Dogtown （2005年） - 監督
- マリア The Nativity Story （2006年） - 監督・製作総指揮
- トワイライト〜初恋〜 Twilight （2008年） - 監督
- 赤ずきん Red Riding Hood （2011年） - 監督・製作総指揮
- インサイド・ミー Plush （2013年） - 監督・脚本・製作
- マイ・ベスト・フレンド Miss You Already （2015年） - 監督・製作総指揮
- ミス・リベンジ Miss Bala (2019年) - 監督・製作総指揮

### テレビドラマ
- 偽りの太陽 ～Low Winter Sun Low Winter Sun （2013年） - 監督
- This Is Us (2018年) - 監督

## 受賞
- 2003年 - サンダンス映画祭 - ドラマ部門 監督賞（『サーティーン あの頃欲しかった愛のこと』）[8]